# Edmond Malinvaud
Edmond Malinvaud (Limoges, 25 de abril de 1923-París, 7 de marzo de 2015) fue un economista francés de prestigio internacional.
Formado en la École Polytechnique (promoción de 1942), Edmond Malinvaud se incorporó en 1946 al INSEE, nueva organización pública francesa dedicada a estudios estadísticos y económicos. Participó en el desarrollo de las cuentas nacionales, en 1957 publicó una Introducción a la Contabilidad Nacional: este tipo de contabilidad era una herramienta importante para la planificación y sigue siendo esencial hoy en día. De 1972 a 1974 fue director de Previsión del Ministerio de Hacienda, lugar de pensamiento económico destinado a guiar las políticas gubernamentales en sinergia con el INSEE, que dirigió de 1974 a 1987.
Edmond Malinvaud ha contribuido enormemente al desarrollo de la econometría, herramienta de la ciencia económica diseñada para apoyarla con hechos, comportamientos y razonamiento racional. Se las arregló para combinar la investigación teórica, las aplicaciones prácticas y las recomendaciones a las autoridades públicas, con plena independencia de criterio. Sus recomendaciones en 1993 con un grupo de economistas, o las conclusiones de su informe para el gobierno de Jospin en 1998 sobre la necesidad de reducir las cargas sociales para los salarios más bajos siguen siendo de una actualidad sorprendente.
Las principales aportaciones teóricas de Edmond Malinvaud, además de sus primeros trabajos sobre la acumulación de capital, se refieren a la cuestión del empleo. Su Examen de la teoría del desempleo (1980) analiza la relación entre la disminución de la rentabilidad del capital y el empleo. Contribuyó a la creación de la "teoría del desequilibrio":  cuando los precios y los salarios son más o menos fijos, los ajustes se realizan por la cantidad de bienes disponibles, y aparece según el caso un tipo de desempleo clásico por exceso de trabajo, o de desempleo keynesiano por déficit de demanda. En El crecimiento francés (1972, con la J. J. Carré y P. Dubois), hizo hincapié en el papel del progreso técnico en los "Treinta gloriosos".
Edmond Malinvaud ejerció una enorme influencia en generaciones de economistas franceses, especialmente a través de sus obras didácticas y sus muchas enseñanzas. A las obras ya mencionadas se deben añadir los Métodos Estadísticos de Econometría (1964), las Lecciones de teoría microeconómica (1969) y Teoría Macroeconómica (en dos volúmenes, 1981 y 1982). Todos han sido objeto de múltiples ediciones y numerosas traducciones.
En paralelo a sus responsabilidades profesionales y a la escritura de numerosos artículos y libros, Malinvaud dictó muchas lecciones: en la Escuela Nacional de Estadística (ENSAE) por supuesto, que dirigió desde 1962 hasta 1966, pero también en la École des Hautes Études en Sciences Sociales (Escuela de Estudios Avanzados de Ciencias Sociales) (1957-1993), el Colegio de Francia (1988 a 1993), o en los Estados Unidos (fue por ejemplo profesor visitante en Berkeley en 1961 y 1967).
Su reputación internacional fue inmensa. Malinvaud fue doctor honoris causa de trece universidades extranjeras, miembro del seis academias extranjeras y recibió numerosos premios en Francia. Fue Comandante de la Legión de Honor y Gran Cruz de la Orden Nacional del Mérito.
Fue el primer presidente de la Academia Pontificia de las Ciencias Sociales.

## Obras
- Initiation à la comptabilité nationale (1957)
- Réexamen de la théorie du chômage (1980)
- La Croissance française (1972, con J. J. Carré y P. Dubois)
- Méthodes statistiques de l'Économétrie (1964)
- Leçons de théorie microéconomique (1969)
- Théorie macroéconomique (en dos volúmenes, 1981 y 1982)